# Super Jazz Trio
Super Jazz Trio – album muzyczny nagrany przez amerykańskiego pianistę jazzowego Tommy'ego Flanagana, któremu towarzyszyli: basista Reggie Workman i perkusista Joe Chambers.

## Opis albumu
Nagrania czterech standardów jazzowych oraz jednej kompozycji Flanagana i jednej Chambersa zostały zarejestrowane 21 listopada 1978 r. w Nowym Jorku. LP ukazał się w 1978 r. w Japonii, wydany przez firmę Baystate. Materiał z tego LP, po dodaniu sześciu nagrań z innych sesji i z innymi muzykami, został później wydany na CD jako Condado Beach - album muzyczny "Tommy Flanagan's Super Jazz Trio".

## Muzycy
- Tommy Flanagan – fortepian
- Joe Chambers – perkusja
- Reggie Workman – kontrabas

## Lista utworów
| 1. | "Pent-Up House" (Sonny Rollins)     | 5:33  |
|    |                                     |       |
| 2. | "Condado Beach" (Joe Chambers)      | 10:22 |
|    |                                     |       |
| 3. | "Let's Call This" (Thelonious Monk) | 7:18  |
|    |                                     |       |
| 4. | "So Sorry, Please" (Bud Powell)     | 8:04  |
|    |                                     |       |
| 5. | "Ballad" (Tommy Flanagan)           | 4:32  |
|    |                                     |       |
| 6. | "Milestones" (Miles Davis)          | 6:41  |
|    |                                     |       |
|    |                                     | 42:30 |
|    |                                     |       |